# Škoda 450
De Škoda 450 of Škoda Felicia was een cabriolet van de Tsjecho-Slowaakse (tegenwoordig Tsjechische) autofabrikant AZNP onder de merknaam Škoda.

## Geschiedenis
De 450 werd tussen 1957 en 1964 geproduceerd en was gebaseerd op de Škoda 440. De 450 onderscheidde zich van de sedan en combi door een sterkere motor en door een stoffen dak. Vanaf ongeveer 1960 was er een hardtop beschikbaar, die de Felicia geschikt moest maken voor alle weersomstandigheden.
De 450 werd van 1957 tot en met 1959 uitgevoerd met een viercilindermotor met 1089 cc en 50 pk (37 kW). Met deze motor kon de Škoda 450 een topsnelheid bereiken van 135 km/u.
In 1959 werd de naam 450 na een modernisering en enkele uiterlijke wijzigingen veranderd in Škoda Felicia. Als Felicia werd de 450 gebouwd tot 1964. Vanaf 1961 werd ook nog een uitvoering met een 1221 cc 55 pk motor geproduceerd als Škoda Felicia Super.
Van de 450 werden 1.000 exemplaren geproduceerd, van de Felicia 14.863 exemplaren.
De Škoda Felicia was een van de weinige cabriolets in het Oostblok die in grote aantallen werd geproduceerd. Het uiterlijk werd destijds als geslaagd beschouwd. Een strak afgesteld onderstel en krachtig uitlaatgeluid moesten het sportieve karakter onderstrepen. De besturing was indirect en het rijgedrag sterk overstuurd. De motor werd als elastisch beschouwd, maar niet als hoogtoerig. Tot de positieve eigenschappen behoorde het bescheiden brandstofverbruik.
In 1964 werd de productie van de cabriolet zonder vervanging stopgezet. Het sportieve model werd opgevolgd door de Škoda 1100 MBX, een coupé met achterin geplaatste motor.
De naam Felicia werd door Škoda vanaf 1994 hergebruikt voor de compacte Škoda Felicia.

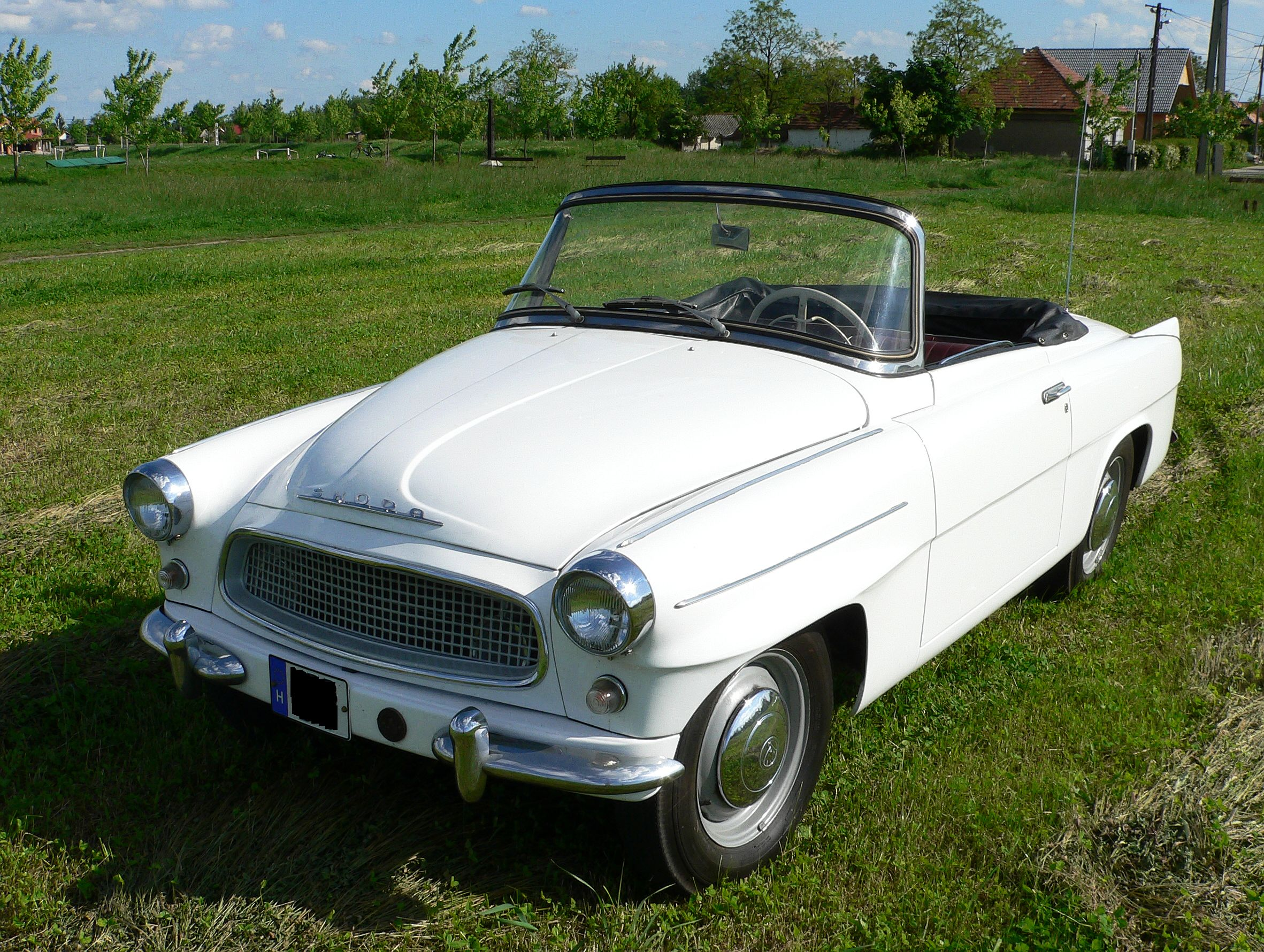
Škoda Felicia uit 1962
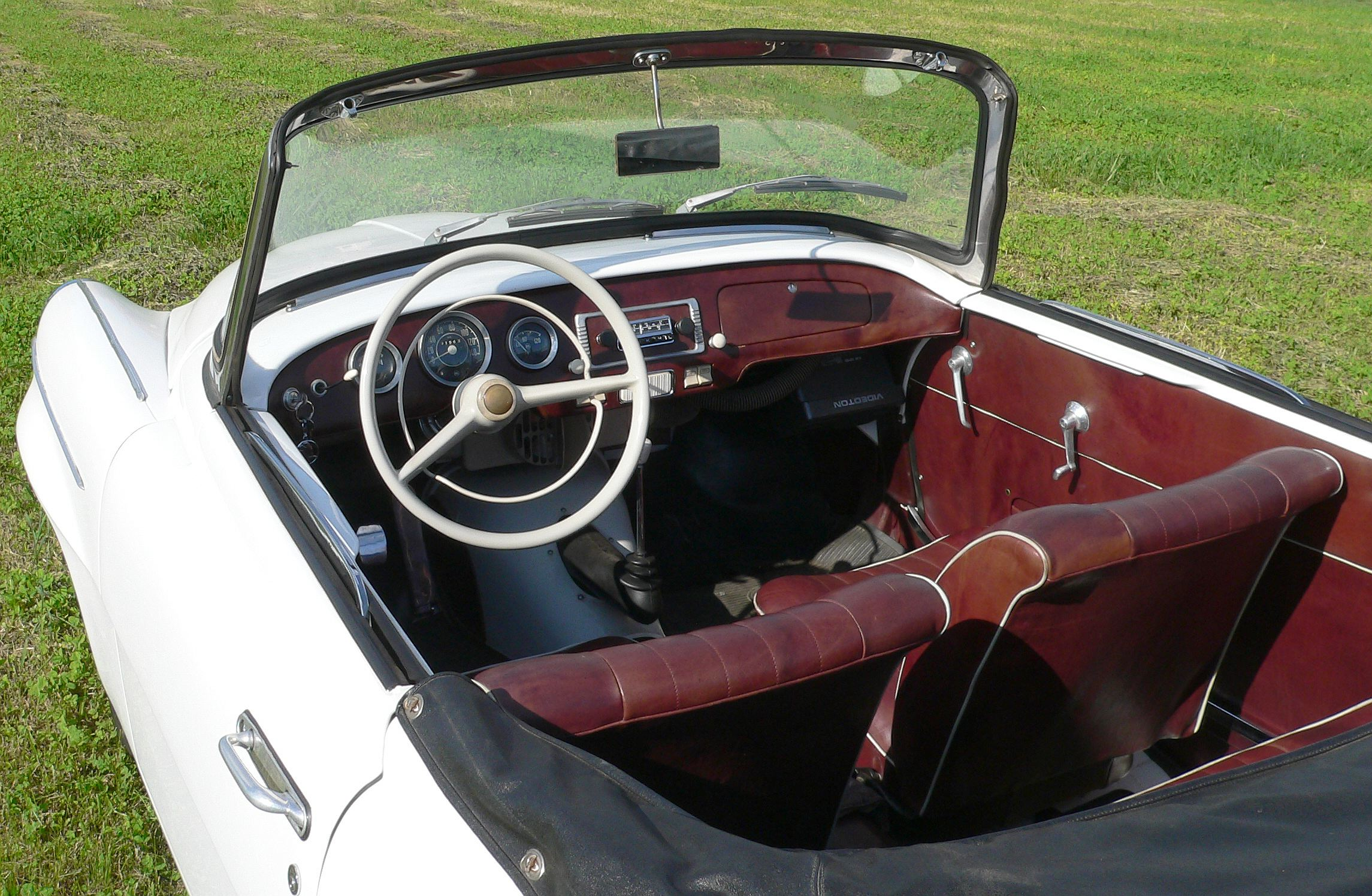
Interieur